# أوكتامجون رحمونوف
أوكتامجون رحمونوف (مواليد 31 أغسطس 1990) هو ملاكم أوزباكستاني، مثّل بلاده في الألعاب الأولمبية الصيفية 2012.

## روابط خارجية
أوكتامجون رحمونوف على موقع أوليمبيديا (الإنجليزية)